# Moritz Bader
Moritz von Bader (německy Moritz Ritter von Bader, 19. listopadu 1841 Kyjov – 16. května 1893 Vídeň) byl rakousko-uherský stavební inženýr a státní úředník židovského původu povýšený do šlechtického stavu. Proslul jako odborník vodních staveb podílející se na výstavbě Suezského průplavu, posléze pak působil jako konzul Rakouska-Uherska v egyptské Ismailii.

## Život

### Mládí
Narodil se jako Moses Bader v Kyjově na jižní Moravě ve zdejší starobylé židovské rodině. Vystudoval stavitelství a získal titul inženýra.

### Kariéra
Ve své praxi se posléze zaměřil na vodní stavby. V 60. letech 19. století odcestoval do oblasti egyptské Sinaje, kde se podílel na budování ambiciózního stavebního projektu Suezského průplavu, 193 kilometrů dlouhého kanálu propojujícího Středozemní a Rudé moře, realizovaného francouzským inženýrem a podnikatelem Ferdinandem Lessepsem. V témže období je uváděn jako konzul Rakouského císařství, posléze pak Rakouska-Uherska, v Ismailii, části tehdy britského Egypta zahrnující především oblast průplavu, s působností v širší oblasti pozdějších států Egypta, Izraele, Palestiny a regionu Blízkého východu.

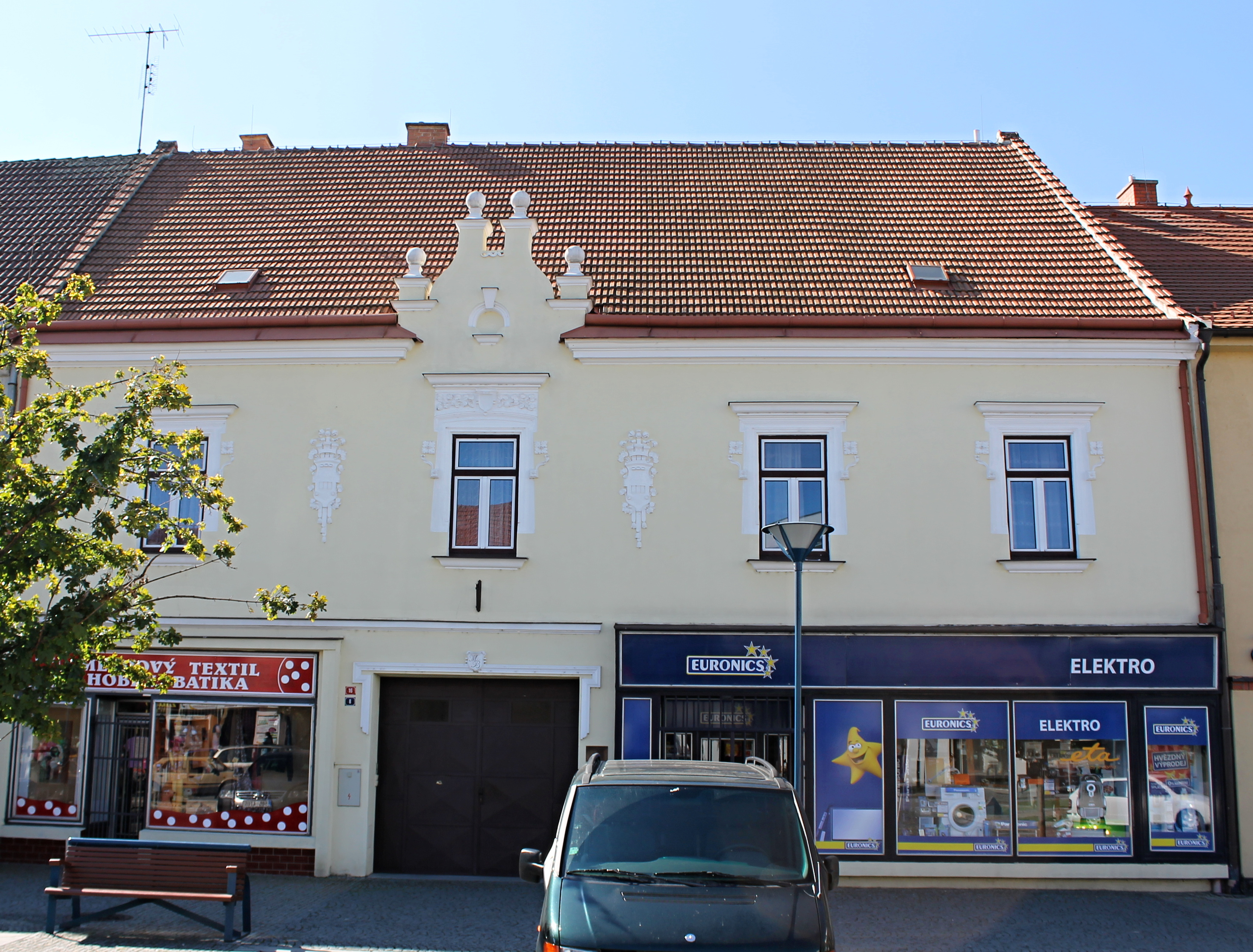
Měšťanský dům č. 16 na Masarykově náměstí v Kyjově

Po svém návratu pobýval v Brně a ve Vídni, rovněž vlastnil mj. dům č. 16 na kyjovském hlavním náměstí. Rovněž publikoval odborné spisy z oblasti vodního stavitelství a lodní dopravy, především se zaměřením na řeku Dunaj.
Za své pracovní zásluhy obdržel od císaře Františka Josefa I. šlechtický titul rytíř s přídomkem von.

### Úmrtí
Moritz von Bader zemřel 16. května 1893 v domě na Herminengasse 12 ve Vídni ve věku 51 let na jaterní cirhózu. Pohřben byl na vídeňském Centrálním hřbitově.

### Rodina
Jeho vnukem byl proslulý rakousko-kanadský chemik Alfred Bader.

## Dílo
- Ein Wort über die Kettenschifffahrt auf der Donau (Vídeň, 1878)[5]
- Un mot sur le touage du Danube (Paříž, 1879)